# Югути, Эйдзо
Эйдзо Югути (яп. 湯口 栄蔵 Югути Эйдзо:, 4 июля 1945, Осака — 2 февраля 2003, Нара) — японский футболист.

## Карьера
На протяжении своей футбольной карьеры выступал за клуб «Янмар Дизель». В составе национальной сборной Японии завоевал бронзовые медали летних Олимпийских игр в Мехико (1968).

## Статистика за сборную
| Сборная Японии | Сборная Японии | Сборная Японии |
| Год            | Матчи          | Голы           |
| -------------- | -------------- | -------------- |
| 1969           | 1              | 0              |
| 1970           | 4              | 1              |
| Итого          | 5              | 1              |